# Brechte (Naturschutzgebiet)
Das Naturschutzgebiet Brechte liegt auf dem Gebiet der Gemeinde Wettringen im Kreis Steinfurt in Nordrhein-Westfalen. Das aus zwei Teilflächen bestehende Gebiet erstreckt sich nordwestlich des Kernortes Wettringen und nordöstlich des Kernortes Ochtrup. Östlich ist die Landesstraße L 68 und fließt die Vechte. Die A 31 befindet sich westlich. Die Landesgrenze zu Niedersachsen verläuft unweit nördlich.

## Bedeutung
Für Wettringen wurde 2007 ein 40,71 ha großes Gebiet unter der Kenn-Nummer ST-123 als Naturschutzgebiet ausgewiesen. 